# Tatverdacht
Tatverdacht ist in Deutschland ein juristischer Fachausdruck aus dem Bereich des Strafverfahrensrechtes und bezeichnet den Umstand, dass Organe der Strafverfolgungsbehörden aufgrund bestimmter Anhaltspunkte (Indizien, Beweise) und Schlussfolgerungen annehmen, dass eine Straftat begangen wurde. Der Tatverdacht kann sich gegen Unbekannt oder gegen eine bestimmte Person richten. Je nach Beweislage ist der Verdacht unterschiedlich stark ausgeprägt und macht die betroffene Person entweder zum Tatverdächtigen oder zum Beschuldigten.

## Verdachtsgrade
Folgende Verdachtsgrade werden im deutschen Strafprozessrecht unterschieden:

### Anfangsverdacht
Der Anfangsverdacht beruht auf „zureichenden tatsächlichen Anhaltspunkten“ (§ 152 Absatz 2 StPO). Liegt ein Anfangsverdacht vor, muss die Staatsanwaltschaft nach dem Legalitätsprinzip  – ggf. nach Durchführung eines sog. Ermittlungserzwingungsverfahrens – gegen den Beschuldigten ein förmliches Ermittlungsverfahren einleiten. Personenbezogene Daten, die etwa im Zuge einer polizeilichen Kontrolle erhoben wurden, sind zu speichern.

### Hinreichender Tatverdacht
Ein hinreichender Tatverdacht ist eine Verdachtsverdichtung, die Voraussetzung für eine Anklage bei Gericht ist. Hinreichender Tatverdacht ist dann gegeben, wenn bei vorläufiger Beurteilung der Beweissituation eine spätere Verurteilung wahrscheinlich ist. Die Staatsanwaltschaft erhebt bei Vorliegen des hinreichenden Tatverdachts in der Regel öffentliche Klage in Form der Anklage oder des Strafbefehls (§ 170 Absatz 1 StPO), andernfalls stellt sie das Verfahren ein (§ 170 Absatz 2 StPO).
Die In-dubio-mitius-Regelung findet bei der Ermittlung keine Anwendung. Zu berücksichtigen ist aber von der Anklagebehörde bei Erhebung der Anklage die In-dubio-Regelung bei der Entscheidung des Gerichts. Hierauf wird auf die Wahrscheinlichkeit einer Verurteilung abgestellt. Nach Anklageerhebung prüft auch das Gericht den hinreichenden Tatverdacht, wenn es über die Eröffnung des Hauptverfahrens entscheidet. Grundlage des Eröffnungsbeschlusses (§§ 203, 207  StPO) oder Nichteröffnungsbeschlusses (§ 204 StPO) sind die vorangegangenen Ermittlungen der Staatsanwaltschaft oder des Gerichts selbst.

### Dringender Tatverdacht
Ein dringender Tatverdacht ist Voraussetzung für den Erlass eines Haftbefehls mit nachfolgenden freiheitsentziehenden Maßnahmen (§ 127 Absatz 2 StPO – Vorläufige Festnahme, § 126a StPO – Einstweilige Unterbringung). Dringender Tatverdacht wird ferner für die Untersuchungshaft (§ 112 StPO) und die Ausschreibung zur Aufenthaltsermittlung (§ 131a StPO) vorausgesetzt. Er liegt nur dann vor, wenn nach dem derzeitigen Ermittlungsstand eine hohe Wahrscheinlichkeit besteht, dass der Beschuldigte Täter oder Teilnehmer einer Straftat ist. Dem Grade nach ist der dringende Tatverdacht stärker als der hinreichende. Jedoch kann der dringende Tatverdacht einer Ansicht nach ausnahmsweise bestehen, ohne dass der hinreichende Tatverdacht vorliegt. Denn eine Prognose, dass eine Verurteilung wahrscheinlich ist, verlangt der dringende Tatverdacht dieser Ansicht nach nicht; es genüge die Möglichkeit der Verurteilung. Einer anderen Ansicht nach ist auch hinsichtlich der Möglichkeit der Verurteilung für den dringenden Tatverdacht eine hohe Wahrscheinlichkeit zu fordern. Auch nach einer Entscheidung des Bundesgerichtshofes aus 1992 müssen für einen dringenden Tatverdacht „gerichtsverwertbare Beweise vorhanden sein, durch die der Beschuldigte mit großer Wahrscheinlichkeit überführt werden kann“.

### Richterliche Überzeugung
Die höchste Stufe des Tatverdachts ist die richterliche Überzeugung. Nur wenn das Gericht nach Durchführung einer Hauptverhandlung keinen vernünftigen Zweifel mehr an der Schuld des Angeklagten hat, darf es ihn verurteilen.

### Änderungen im Verlauf des Verfahrens
Der Verdachtsgrad kann sich im Verlauf eines Ermittlungs- oder Strafverfahrens mehrfach ändern, wenn beispielsweise das Ergebnis einer kriminaltechnischen Spurenauswertung oder neue Zeugenaussagen bekannt werden. Zu beachten ist, dass für die Zulässigkeit von Maßnahmen wie (Haus-) Durchsuchung oder Beschlagnahme – Haftbefehl ausgenommen – ein Anfangsverdacht ausreichend sein kann.